# Struthiola myrsinites
Struthiola myrsinites är en tibastväxtart som beskrevs av Jean-Baptiste de Lamarck. Struthiola myrsinites ingår i släktet Struthiola och familjen tibastväxter. Inga underarter finns listade i Catalogue of Life.

## Bildgalleri

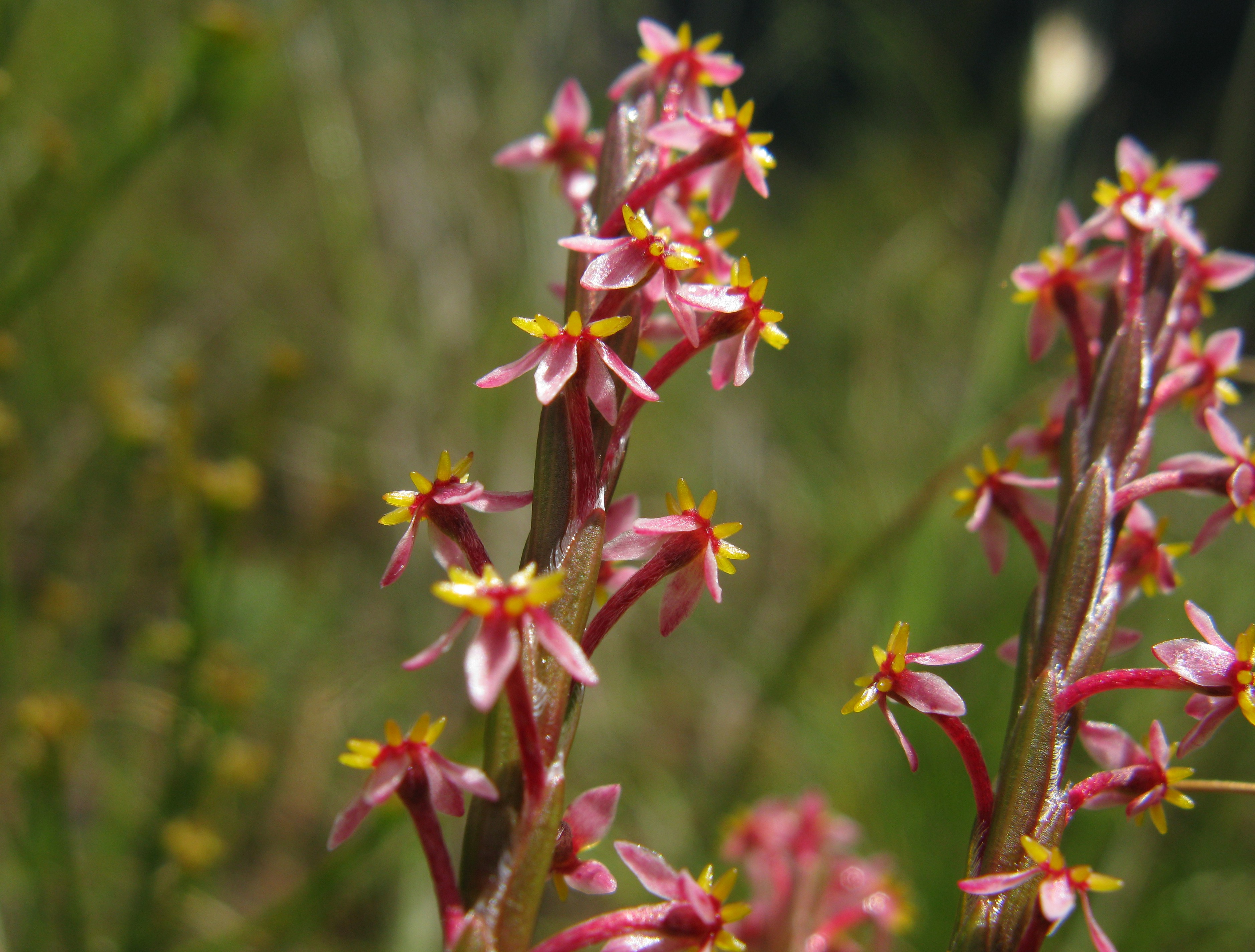